# HMI
HMI är en engelsk förkortning för Human-Machine Interface eller människa-maskin-gränssnitt. HMI kan syfta på användargränssnitt i IT-sammanhang, men även på fysiska gränssnitt såsom greppet på ett handverktyg.